# Municipio de Cuichapa
El municipio de Cuichapa se encuentra en el estado de Veracruz en la zona central de las montañas del estado. Es uno de los 212 municipios de la entidad. Está ubicado en las coordenadas 18°46′21.28″N 96°52′10.36″O / 18.7725778, -96.8695444 y a una altitud de 540 m s. n. m.. Su cabecera es la localidad de Cuichapa.
El municipio lo conforman 21 localidades en las cuales habitan 10.930 personas.
Sus límites son:
- Norte: Amatlán de los Reyes.
- Sur: Omealca.
- Este: Cuitláhuac  y Yanga.
- Oeste: Amatlán de los Reyes y Coetzala.

Cuichapa tiene sus fiestas y celebraciones. Las cuales se celebran el día 15 de mayo en honor a San Isidro Labrador.